# Stadion Lagator
Stadion Lagator – nieistniejący już stadion piłkarski w Loznicy, w Serbii. Został rozebrany w 2021 roku. Mógł pomieścić 3413 widzów. Swoje spotkania rozgrywali na nim piłkarze klubu FK Loznica.
Stadion powstał po II wojnie światowej. W 1989 roku rozpoczęto budowę nowej trybuny głównej po stronie zachodniej. Większość prac zakończono w kolejnym roku, ale pełne wykończenie trybuny wraz z jej wyposażeniem miało miejsce w roku 1996. W latach 1994–1997 powstała także nowa, całkowicie zadaszona, trybuna wschodnia. Dzięki przebudowie na stadionie odbywały się m.in. spotkania reprezentacji młodzieżowych. Na początku 2021 roku dokonano jednak rozbiórki obiektu (ostatni mecz ligowy odbył się na nim 28 listopada 2020 roku), po czym częściowo w jego miejscu przystąpiono do budowy nowego stadionu, który będzie mógł pomieścić między 8000, a 8500 widzów i spełni wymagania IV kategorii UEFA. Ukończenie budowy nowej areny planowane jest na 2023 rok.